# Cromosfera

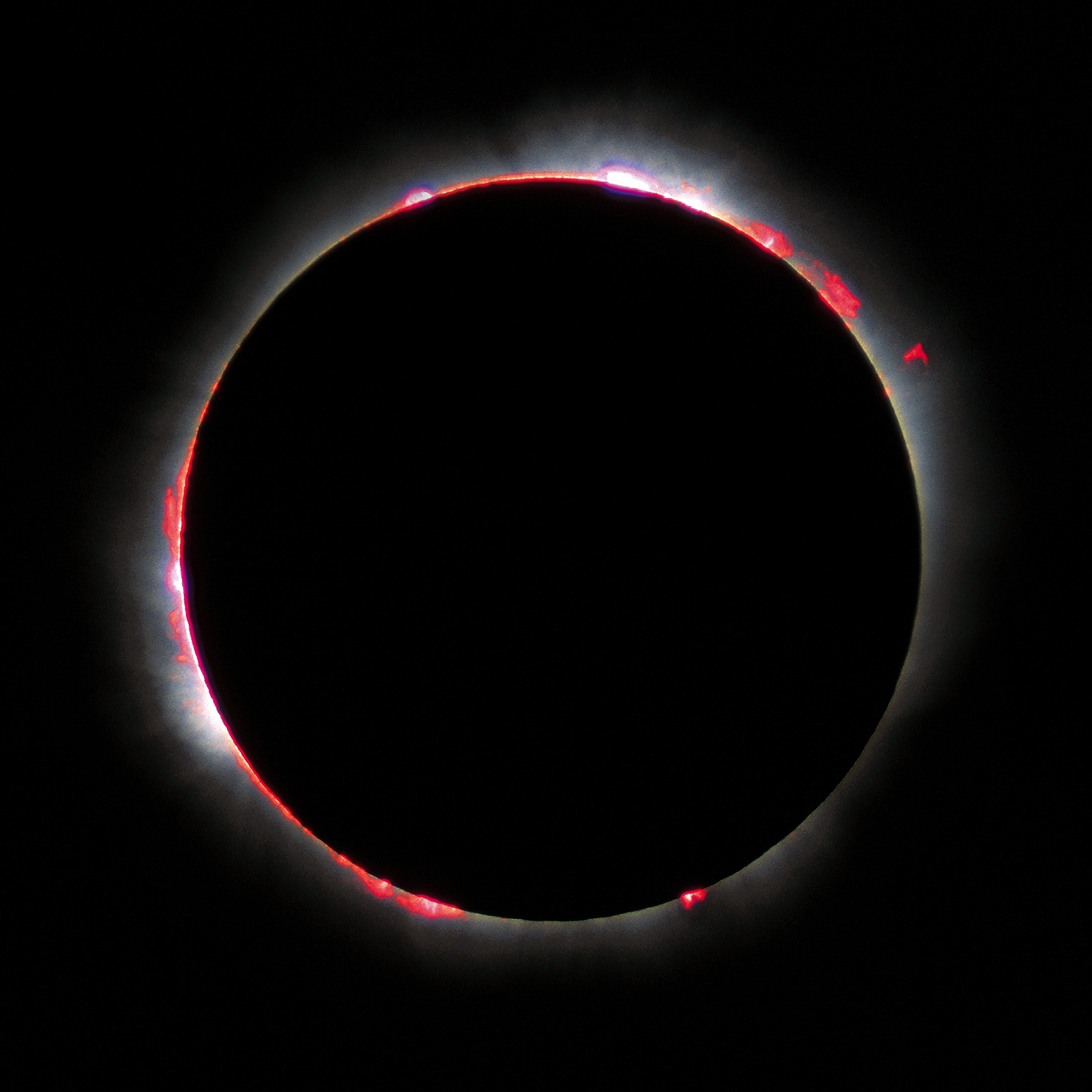
La cromosfera durante l'eclisse del 1999.

La cromosfera (letteralmente sfera di colore) è un sottile strato dell'atmosfera del Sole, subito sopra la fotosfera, spesso circa 2000 km con una temperatura media di 10000 K. La cromosfera è sostanzialmente trasparente rispetto al resto dell'atmosfera solare.

## Caratteristiche
Occorrono speciali strumenti per poter vedere la cromosfera del sole, a causa della fortissima luminosità della fotosfera sottostante, ma il suo colore rossastro può essere osservato durante un'eclissi totale oppure in luce filtrata, come l'H-alpha.
Le formazioni più comuni visibili sulla fotosfera solare sono le spicule, lunghe dita di gas luminoso che si protendono dalla fotosfera. Le spicule salgono fino alla cima della cromosfera e poi ricadono più in basso, nel giro di circa 10 minuti.
Un'altra formazione cromosferica sono le fibrille, strati orizzontali di gas simili come dimensioni alle spicule, ma con una vita media doppia.
Le più spettacolari formazioni, e anche le più rare, sono le prominenze solari, gigantesche eruzioni di gas che raggiungono altezze di 150000 chilometri, cioè oltre dieci volte più grandi dell'intero pianeta Terra. Solo i brillamenti solari possono superarle in energia.
Sopra la cromosfera si trova la cosiddetta regione di transizione, dove la temperatura aumenta rapidamente per arrivare alla caldissima corona solare, che forma lo strato più esterno dell'atmosfera.